# Lijst van heersers van de Palts
Dit is een lijst van heersers van het Paltsgraafschap aan de Rijn.

## Lijst van paltsgraven aan de Rijn
| Paltsgraven aan de Rijn uit wisselende dynastieën (1085-1156)                       | Paltsgraven aan de Rijn uit wisselende dynastieën (1085-1156) | Paltsgraven aan de Rijn uit wisselende dynastieën (1085-1156) | Paltsgraven aan de Rijn uit wisselende dynastieën (1085-1156) | Paltsgraven aan de Rijn uit wisselende dynastieën (1085-1156) |
| Portret                                                                             | Naam                                                          | Leven                                                         | Regeerperiode                                                 | Opmerkingen |
| ----------------------------------------------------------------------------------- | ------------------------------------------------------------- | ------------------------------------------------------------- | ------------------------------------------------------------- | --- |
|                                                                                     | Hendrik van Laach                                             | ca. 1050 – 1095                                               | 1085 – 1095                                                   | |
|                                                                                     | Siegfried I van Ballenstedt                                   | ca. 1075 – 1113                                               | 1095/97 – 1113                                                | |
|                                                                                     | Godfried van Calw                                             | ? – 1131                                                      | 1113 – 1126/29                                                | |
|                                                                                     | Willem van Ballenstedt                                        | ca. 1080 – 1148                                               | 1126/29 – 1140                                                | |
|                                                                                     | Otto I van Salm                                               | ca. 1080 – 1148                                               | 1140                                                          | |
|                                                                                     | Hendrik Jasomirgott                                           | 1107 – 1177                                                   | 1140 – 1141                                                   | |
|                                                                                     | Herman van Stahleck                                           | ? – 1156                                                      | 1142 – 1156                                                   | |
| Paltsgraven aan de Rijn uit de huizen Staufen en Welfen (1156-1214)                 |                                                               |                                                               |                                                               | |
| Portret                                                                             | Naam                                                          | Leven                                                         | Regeerperiode                                                 | Opmerkingen |
|                                                                                     | Koenraad de Staufer                                           | ? – 1195                                                      | 1156 – 1195                                                   | |
|                                                                                     | Hendrik de Oudere                                             | 1173/74 – 1227                                                | 1195 – 1212                                                   | |
|                                                                                     | Hendrik de Jongere                                            | 1196 – 1214                                                   | 1212 – 1214                                                   | |
| Paltsgraven aan de Rijn uit de Paltische linie van het huis Wittelsbach (1214-1410) |                                                               |                                                               |                                                               | |
| Portret                                                                             | Naam                                                          | Leven                                                         | Regeerperiode                                                 | Opmerkingen |
|                                                                                     | Lodewijk de Kelheimer                                         | 1173 – 1231                                                   | 1214 – 1228                                                   | Schoonvader van Agnes, dochter van Hendrik de Oudere. Ook hertog van Beieren. Werd in 1214 door keizer Frederik II met de Palts beleend. |
|                                                                                     | Otto II                                                       | 1206 – 1253                                                   | 1228 – 1253                                                   | Zoon van Lodewijk de Kelheimer. Ook hertog van Beieren. |
|                                                                                     | Lodewijk II de Strenge                                        | 1229 – 1294                                                   | 1253 – 1294                                                   | Zoon van Otto II. Regeerde van 1253 tot 1255 samen met zijn broer Hendrik XIII over Beieren en de Palts. Daarna hertog van Opper-Beieren en Paltsgraaf aan de Rijn. |
|                                                                                     | Hendrik XIII                                                  | 1235 – 1290                                                   | 1253 – 1255                                                   | Zoon van Otto II. Regeerde van 1253 tot 1255 samen met zijn broer Lodewijk II over Beieren en de Palts. Daarna hertog van Neder-Beieren. |
|                                                                                     | Rudolf I                                                      | 1274 – 1319                                                   | 1294 – 1317                                                   | Zoon van Lodewijk II. |
|                                                                                     | Lodewijk de Beier                                             | 1282 – 1347                                                   | 1294 – 1329                                                   | Zoon van Lodewijk II. |
|                                                                                     | (Adolf)                                                       | 1300 – 1327                                                   | (1319 – 1327)                                                 | |
|                                                                                     | Rudolf II                                                     | 1306 – 1353                                                   | 1329 – 1353                                                   | |
|                                                                                     | Ruprecht I                                                    | 1309 – 1390                                                   | 1329 – 1390                                                   | |
|                                                                                     | Ruprecht II                                                   | 1325 – 1398                                                   | 1390 – 1398                                                   | |
|                                                                                     | Ruprecht III                                                  | 1352 – 1410                                                   | 1398 – 1410                                                   | |
| Keurvorsten van de Palts uit de Oude Keurlinie (1410-1559)                          |                                                               |                                                               |                                                               | |
| Portret                                                                             | Naam                                                          | Leven                                                         | Regeerperiode                                                 | Opmerkingen |
|                                                                                     | Lodewijk III                                                  | 1378 – 1436                                                   | 1410 – 1436                                                   | |
|                                                                                     | Lodewijk IV                                                   | 1424 – 1449                                                   | 1436 – 1449                                                   | |
|                                                                                     | Frederik I                                                    | 1425 – 1476                                                   | 1451 – 1476                                                   | |
|                                                                                     | Filips                                                        | 1448 – 1508                                                   | 1449 – 1451 1476 - 1508                                       | |
|                                                                                     | Lodewijk V                                                    | 1478 – 1544                                                   | 1508 – 1544                                                   | |
|                                                                                     | Frederik II                                                   | 1482 – 1559                                                   | 1544 – 1559                                                   | |
|                                                                                     | Otto Hendrik                                                  | 1502 – 1559                                                   | 1556 – 1559                                                   | |
| Keurvorsten van de Palts uit het huis Palts-Simmern (1559-1685)                     |                                                               |                                                               |                                                               | |
| Portret                                                                             | Naam                                                          | Leven                                                         | Regeerperiode                                                 | Opmerkingen |
|                                                                                     | Frederik III                                                  | 1515 – 1576                                                   | 1559 – 1576                                                   | |
|                                                                                     | Lodewijk VI                                                   | 1539 – 1583                                                   | 1576 – 1583                                                   | |
|                                                                                     | Frederik IV                                                   | 1574 – 1610                                                   | 1583 – 1610                                                   | |
|                                                                                     | Frederik V                                                    | 1596 – 1632                                                   | 1610 – 1623                                                   | |
|                                                                                     | Karel I Lodewijk                                              | 1617 – 1680                                                   | 1648 – 1680                                                   | |
|                                                                                     | Karel II                                                      | 1651 – 1685                                                   | 1680 – 1685                                                   | |
| Keurvorsten van de Palts uit het huis Palts-Neuburg (1685-1742)                     |                                                               |                                                               |                                                               | |
| Portret                                                                             | Naam                                                          | Leven                                                         | Regeerperiode                                                 | Opmerkingen |
|                                                                                     | Filips Willem                                                 | 1615 – 1690                                                   | 1685 – 1690                                                   | Afstammeling van Ruprecht III. Ook hertog van Gulik en Berg en vorst van Palts-Neuburg. |
|                                                                                     | Johan Willem                                                  | 1658 – 1716                                                   | 1690 – 1716                                                   | Zoon van Filips Willem. Ook hertog van Gulik en Berg en vorst van Palts-Neuburg. |
|                                                                                     | Karel III Filips                                              | 1661 – 1742                                                   | 1716 – 1742                                                   | Broer van Johan Willem. Ook hertog van Gulik en Berg en vorst van Palts-Neuburg. Verplaatste het hof in 1720 van Heidelberg naar Mannheim. |
| Keurvorsten van de Palts uit het huis Palts-Sulzbach (1742-1799)                    |                                                               |                                                               |                                                               | |
| Portret                                                                             | Naam                                                          | Leven                                                         | Regeerperiode                                                 | Opmerkingen |
|                                                                                     | Karel IV Theodoor                                             | 1724 – 1799                                                   | 1743 – 1799                                                   | Afstammeling van Ruprecht III. Ook hertog van Gulik, Berg, vorst van Palts-Neuburg en Palts-Sulzbach, markies van Bergen op Zoom en heer van het Land van Ravenstein. Volgde in 1777 Maximiliaan III Jozef op als keurvorst van Beieren. |
| Paltsgraven aan de Rijn uit het huis Palts-Zweibrücken-Birkenfeld (1799-1803)       |                                                               |                                                               |                                                               | |
| Portret                                                                             | Naam                                                          | Leven                                                         | Regeerperiode                                                 | Opmerkingen |
|                                                                                     | Maximiliaan IV Jozef                                          | 1756 – 1825                                                   | 1799 – 1803                                                   | Afstammeling van Ruprecht III. Ook keurvorst van Beieren, hertog van Gulik, Berg en Palts-Zweibrücken en vorst van Palts-Neuburg. Volgde in 1795 zijn broer Karel II August op als hertog van het door Frankrijk bezette Palts-Zweibrücken. Toen hij in 1799 aantrad als opvolger van Karel Theodoor waren alle links van de Rijn gelegen Duitse gebieden door Frankrijk bezet. In de Reichsdeputationshauptschluss in 1803 stond hij ook het rechts van de Rijn gelegen deel van de Palts af. In 1806 werd hij tot koning van Beieren gekroond. |